# Diadocidia stanfordensis
Diadocidia stanfordensis är en tvåvingeart som beskrevs av Arnaud och Dale L. Hoyt 1956. Diadocidia stanfordensis ingår i släktet Diadocidia och familjen slemrörsmyggor.
Artens utbredningsområde är Kalifornien. Inga underarter finns listade i Catalogue of Life.